# Maroš Žilinka
Maroš Žilinka (* 19. srpna 1970 Bardejov) je slovenský prokurátor a od roku 2020 7. generální prokurátor SR.
V letech 1988 až 1993 absolvoval Právnickou fakultu Univerzity Pavla Jozefa Šafárika v Košicích. V roce 1995 se stal prokurátorem, přičemž postupně působil na okresních prokuraturách v Trnava a v Piešťanech, a od roku 2003 působí na Generální prokuratuře SR. Dne 10. prosince 2020 se stal generálním prokurátorem.